# Vultee P-66
Die Vultee P-66 Vanguard war ein ursprünglich für die schwedischen Luftstreitkräfte vorgesehenes Jagdflugzeug der United States Army Air Forces (USAAF) im Zweiten Weltkrieg.

## Entwicklung
Die Vultee Vanguard beruht auf einer Idee der aus der „Aviation Manufacturing Corporation“ hervorgegangenen Firma Vultee Aircraft aus den späten 1930er-Jahren. Damals wurden aus einem gemeinsamen Satz von Tragflächen, Rumpfenden und Leitwerken vier Flugzeuge für unterschiedliche Aufgaben entwickelt:
- ein einsitziges Jagdflugzeug mit der Bezeichnung V-48
- ein Kampfflugzeugtrainer (basic combat trainer) mit der Bezeichnung BC-51, aus dem später die BC-3 für das United States Army Air Corps wurde
- ein Schulflugzeug für Fortgeschrittene (advanced Trainer) mit der Bezeichnung BC-54 und
- ein Schulflugzeug für Anfänger (basic combat trainer) mit der Bezeichnung BC-54D, aus dem später die BT-13 entstand

Richard W. Palmer begann 1938 mit der Ausarbeitung des Jagdflugzeuges V-48. Das mit einem luftgekühlten Pratt & Whitney R-1830-Sternmotor ausgerüstete Flugzeug besaß einen metallbeplankten Halbschalenrumpf (semi-monocoque) und ein vollständig einziehbares Fahrwerk. Während des Baus des ersten Prototyps wurde entschieden, die Propellerwelle zu verlängern und eine konische Motorhaube zu verwenden, um den Luftwiderstand zu verringern. Das erste Flugzeug mit der Registriernummer NX21755 startete erstmals im September 1939. Dieses Jagdflugzeug erhielt die Bezeichnung „Vanguard“.
Bei der Flugerprobung zeigten sich Probleme durch eine unzureichende Motorkühlung. Versuche, die Lufteinläufe zu modifizieren, brachten kaum Abhilfe. Bei einer Neubewertung des Designs kam man zu dem Schluss, dass die vernachlässigbare Widerstandsreduzierung durch die spitz zulaufende Haube das zusätzliche Gewicht und die Kühlprobleme nicht Wert waren. Also erhielt der zweite Prototyp mit der Registriernummer NX19999 eine konventionelle Haube und die Modellbezeichnung V-48X. Der erste Prototyp wurde ebenfalls entsprechend umgebaut. Der zweite Prototyp absolvierte am 11. Februar 1940 seinen Erstflug. Aufgrund der Versuchsflüge wurde eine Reihe von Änderungen vorgenommen, unter anderem wurden die Flächen der Höhen- und Seitenflossen deutlich vergrößert.

## Einsatzhistorie
Die schwedische Regierung bestellte am 6. Februar 1940 144 Vanguards unter der Bezeichnung V-49C. Das erste Serienflugzeug startete am 6. September 1940 zum Erstflug. Das Modell C-49C glich im Wesentlichen der V-48X – mit Ausnahme des Triebwerks, das inzwischen durch eine neuere Version des R-1830 mit besserer Höhenleistung ersetzt wurde, sowie der Einbaumöglichkeit für vier 0,3-Zoll-MGs in den Tragflächen und zwei 0,5-Zoll-MGs im Rumpf.
Als die Serienflugzeuge im September 1941 bereit für die Auslieferung waren, verhängte die US-Regierung ein Export-Embargo für Flugzeuge nach Schweden. Nach dem Angriff auf Pearl Harbor erhielten alle Vanguards die Typenbezeichnung P-66. Die Produktion wurde im April 1942 eingestellt. Die USAAF behielt etwa 50 Maschinen und setzte sie vorrangig für Schulungszwecke im Westen der USA und bei der 14th Pursuit Group für Verteidigungszwecke ein. Die Piloten waren zwar von der Flugleistung der P-66 beeindruckt, jedoch galt das Flugzeug als nicht sehr robust. Eine Tendenz der Flugzeuge, sich am Boden zu überschlagen, führte außerdem dazu, dass 15 Flugzeuge durch Landeunfälle verloren gingen.
Großbritannien übernahm 100 P-66 als Vanguard I, um sie in Kanada als Schulflugzeug für Fortgeschrittene einzusetzen. Nach erfolgreichen Versuchsflügen wurden die Flugzeuge jedoch China überlassen, wohin im Rahmen des Lend-Lease-Programms (inklusive einiger Exemplare der USAAF) insgesamt 104 Flugzeuge dieses Typs geliefert wurden. Dort sollten sie einer Staffel amerikanischer Freiwilliger – der 3rd American Volunteer Group – zugeteilt werden. Diese zusätzliche Gruppe wurde nach dem Angriff auf Pearl Harbor jedoch aufgegeben.
1942 kamen die Flugzeuge via Indien in China an. Die chinesischen Vanguards trugen sowohl die Insignien und Seriennummern der USAAF als auch chinesische Markierungen sowie die Seriennummern von Vultee. Bereits beim Transit der Flugzeuge wurden jedoch zahlreiche Vanguards bei Versuchsflügen in Indien zerstört oder gingen während der Überführung nach China verloren. Einige montierte P-66 wurden als nicht flugtauglich erklärt und in Karatschi aufgegeben, so dass schließlich nur zwölf Vanguards bei der 7. Staffel der 23rd Fighter Group in Kunming stationiert waren, wo sie selten zum Einsatz kamen. Zwei chinesische Geschwader der 3. und 5. Gruppe in An-Su flogen ab August 1943 Einsätze mit Vanguards. Zahlreiche P-66 wurden jedoch durch Angriffe der Japaner am Boden zerstört. Andere wurden irrtümlich mit japanischen Nakajima Ki-43 und Ki-44 verwechselt und abgeschossen. Obwohl die Vanguard bis zu 550 km/h schnell flog, war sie den agilen japanischen Jägern im Kurvenkampf nicht gewachsen und musste sich mit einer Hit-and-Run-Taktik begnügen.
Die P-66 wurde 1943 in China schließlich weitestgehend von der Curtiss P-40 abgelöst. Einige verbliebene P-66 wurden in Höhlen in Chongqing eingelagert, um später im Bürgerkrieg gegen Mao Zedongs Truppen eingesetzt zu werden. Noch 1947 sollen viele davon noch in ihren Holzkisten gelegen haben.

## Produktion
Abnahme der P-66 durch die USAAF:
| Hersteller           | 1941 | 1942 | 1943 | SUMME |
| -------------------- | ---- | ---- | ---- | ----- |
| Consolidated, Downey | 71   | 73   | 1    | 145   |

## Betreiber
- China
  - 3. Gruppe
  - 5. Gruppe

- Vereinigte Staaten United States Army Air Forces

## Technische Daten
| Kenngröße                   | Daten                                                   |
| --------------------------- | ------------------------------------------------------- |
| Besatzung                   | 1                                                       |
| Länge                       | 8,64 m                                                  |
| Spannweite                  | 10,98 m                                                 |
| Flügelfläche                | 18,3 m²                                                 |
| Flügelstreckung             | 6,6                                                     |
| max. Flächenbelastung       | 150 kg/m²                                               |
| Leermasse                   | 2117 kg                                                 |
| max. Startmasse             | 2740 kg                                                 |
| Höchstgeschwindigkeit       | 340 mph (547 km/h)                                      |
| Dienstgipfelhöhe            | 8958 m                                                  |
| Steigrate                   | 10,4 m/s                                                |
| Reichweite                  | 1360 km                                                 |
| Triebwerke                  | 1 × Pratt & Whitney R-1830-S3C4-G mit 1.200 PS (883 kW) |
| Verhältnis Leistung/Gewicht | 0,33 kW/kg                                              |
| Bewaffnung                  | vier 0,30-cal-(7,62-mm)-MGs zwei 0,50-cal-(12,7-mm)-MGs |